# 8026 Johnmckay
A 8026 Johnmckay (ideiglenes jelöléssel (8026) 1991 JA1) egy kisbolygó a Naprendszerben. Eleanor F. Helin
fedezte fel 1991. május 8-án.